# Ангел
 Тази статия е за религиозното създание.  За името вижте Ангел (име).  За филма на Ернст Любич вижте Ангел (филм).
Ангел (от гръцки: άγγελος – вестител, пратеник, посланик) е свръхестествено, безсмъртно, разумно същество, изразяващо волята на Бога и притежаващо нечовешки умения и възможности (способност да бъде невидим, способност да лети, ясновидство, способност да унищожава цели градове).
В представите на съвременните хора ангелите обикновено са хвъркати и безполови, в одежди и крила с бял цвят, символ на невинност.

## Ангелите в християнството
За първи път в Библията ангел е споменат в глава 16 на Битие. Това е пратеникът на Бога до Агар, който ѝ разкрива, че ще роди Измаил. Старо- и новозаветното разбиране за ангелите не съвпада с днешното: в Библията те по нищо не се отличават на външен вид от хората, понякога само ореолът им ги издава. Отново за разлика от съвремието, в библейската традиция ангелите се смятат за сътворени от огън (Евр 1:7).
В християнството (най-вече в аскетическата традиция) целта на вярващия е да постигне „равноангелско състояние“ чрез освобождаване от страстите и осъзнаване на Божия път.
Вярва се, че има ангели, които закрилят места, народи или отделни хора. През Средновековието става разпространено схващането, че след тайнството на кръщението, човек получава ангел пазител (ангел хранител) до себе си, който бди над него през целия му земен път, стои зад дясното му рамо и говори с гласа на съвестта.
Самият сатана е паднал ангел (някога Луцифер, „Носител на светлина“), наказан от Бога за непослушанието си.

### Йерархия
Ангелите в християнството са подредени в ясно структурирана йерархия.

#### Първи чин (висша йерархия)
- Серафими, на древноеврейски: shirufa – горящи, пламенни, огнени, на гръцки: σεραφίμ (Книга на пророк Исая 6:2 – 3) – шестокрили ангели. Те „пламтят“, от любов към Бога и подбуждат и другите към такава любов.
- Херувими, на гръцки: χερουβίμ– застъпници, разпространители на познанието, мъдри (Бит. 3:24; Иез. 1:10; Пс. 17:11) – четирикрили и четирилики ангели. Името им значи „излияние на премъдрост“, просвещение. Сатаната е имал чин на херувим.
- Престоли, на гръцки: θρόνοι, според Дионисий: „Богоносни“ (Иез. 1:15 – 21; 10:1 – 17) – на тях Господ сяда като на престол и съди.

#### Втори чин (средна йерархия)
- Господства, на гръцки: κυριότητες, на латински: dominationes (Кол 1:16) – наставляват поставените от Бога земни владетели да управляват мъдро, учат на самообладание, укротяват греховните въжделения.
- Сили, на гръцки: δυνάμεις, на латински: virtutes (Рим 8:38; Еф 1:21) – творят чудеса и изпращат благодат чрез чудотворството си на тези, които са се харесали на Бога.
- Власти, на гръцки: εξουσίες, на латински: potestates (Кол 1:16) – имат властта да укротяват силата на Сатаната.

#### Трети чин (нисша йерархия)
- Начала (архонти), на гръцки: αρχαι, на латински: principates (Рим 8:38; Еф 1,21; Кол 1:16) – на тях е възложено да управляват Вселената и природните стихии.
- Архангели (началници на ангелите), на гръцки: αρχάγγελοι. Такъв е Михаил (Откр 12:7) – небесни учители – учат хората, как да постъпват в ежедневието си.
- Ангели, на гръцки: αγγελοι– най-близо стоящи до хората. Те възвестяват Божиите намерения, наставляват хората да водят добродетелен и свят живот. В Библията са споменати Гавраил (Лук 1:26), Рафаил (Товит 5:4), Уриил (3 Ездра 4:1, 5:20 и 10:28; Енох 4:20), Салатиил (3 Езда 5:16,31); „Седем Ангели, които държаха седемте последни зарази, защото с тях се свърши Божия гняв“ (Откр 15:1); Ангелът на Бездната Абадона с верига и ключа от бездната (Откр 9:1, 11; 20:1); Седем Ангела с тръби (Откр 8:6).

## Ангелите висляма
Според ислямските представи, ангелите са сътворени от стихиите. Смисълът на съществуването им е да служат на хората (Коран 2:34).
Ангел Гавраил (среща се и като Джебраил) съобщава на пророците откровението на Бога, Азраил е ангел на Смъртта, а Харут и Марут – на магическото познание.
Oще известни ангели са: Микаил един от най-големите и велики ангели в исляма, Ръдван (Пазител на вратите на рая), Мункер и Некир и т.н.

## Ангел Емануил
Петър Дънов:
| „ | Емануил е единственият ангел, въплътил се на земята в плът и кръв. Това е вселяването на Христовия Дух в Исуса на планината Тавор. Бог – Син – Елохим е било името на Исуса преди да дойде на земята, което означава Емануил – Бог с нас и Бог между нас. | “ |

## Ангелоподобни същества
- Второстепенните божества в гръцката митология;
- Бодхисатвите в будизма;
- В изкуството – декоративните купидончета.

## Идиоматични изрази с „ангел“
На много езици съществуват изрази, които включват думата „ангел“. Например:
- Прелетя ангел (Когато настане неочаквано мълчание.)
- Да спориш за пола на ангелите (Когато се води изтощителен и безсмислен спор за нещо.)
- Слаб му е ангелът (Поддава се лесно на съблазън).
- „Колко ангела могат да застанат на върха на игла“ (Израз, превърнал се в метафора на средновековната католическа схоластика).